# Baâlat
Baâlat est le doublet féminin du dieu Baâl et joue un rôle effacé.
D'origine sémitique, elle est vénérée à Byblos où en tant que maîtresse de la cité elle porte le nom de « Dame de Byblos ». Son iconographie la relie à Hathor-Isis. Les documents nous indiquent qu’elle était la protectrice du roi et la garante du pouvoir.